# Peter Kneip
Peter Hugo Kneip, född 3 maj 1940 i Tyskland, är en svensk skådespelare.

## Filmografi
- 1974 – Idolen – hur man lurar barn
- 1987 – Spårvagn till havet
- 1987 – Res aldrig på enkel biljett
- 1989 – Ängel
- 1990 – Werther
- 1991 – Din vredes dag (TV-serie)
- 1991 – Fasadklättraren
- 1992 – Hassel – Botgörarna
- 1992 – Hassel – De giriga
- 1996 – Grynnan
- 1997 – Jag är din krigare
- 1997 – Minister på villovägar
- 1997 – Slutspel
- 1998 – Aspiranterna (TV-serie)
- 1998 – Beck – Öga för öga
- 1998 – Längtans blåa blomma (TV-serie)
- 1999 – Insider (TV-serie)
- 1999 – Anna Holt – polis (TV-serie)
- 2001 – Rederiet (TV-serie)
- 2002 – Scheisse!
- 2004 – Danslärarens återkomst (TV-serie)
- 2004 – Graven (TV-serie)
- 2005 – Lasermannen (TV-serie)
- 2005 – Eldengel
- 2011 – Bibliotekstjuven (TV-serie)

## Teater

### Roller
| År   | Roll         | Produktion                                      | Regi            | Teater                          |
| ---- | ------------ | ----------------------------------------------- | --------------- | ------------------------------- |
| 2006 | Herr Schultz | Cabaret John Kander, Fred Ebb och Joe Masteroff | Johan Wahlström | Tyrol Senare flyttad till Rondo |